# Kupferbergwerke von Elba
Die Kupferbergwerke von Elba (auch von Hoardwell genannt) sind drei Kupferbergwerke in Berwickshire in der schottischen Grenzregion. Sie liegen am Osthang einer steilen Schlucht, in einer Biegung des Flusses Whiteadder Water. 

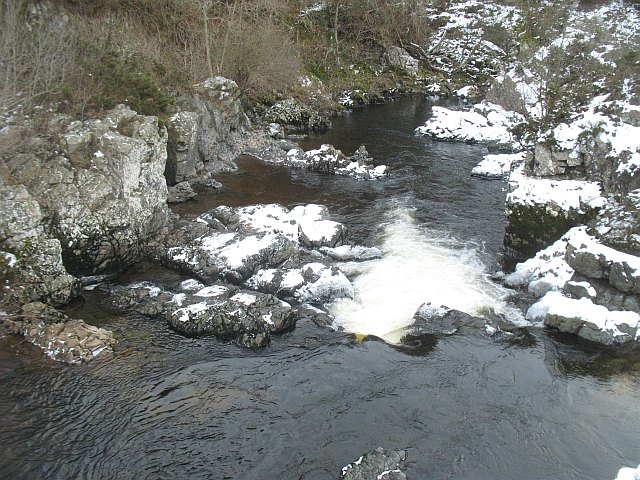
Whiteadder Water bei Elba

## Geschichte
Die derzeit sichtbaren Stollen entstanden frühestens im Mittelalter auf dem Gelände früherer Bergwerke. Zwei Kupferbarren dieser früheren Bergwerke wurden im etwa 700 m westlich liegenden Broch Edin’s Hall entdeckt. Die Existenz der Kupferbergwerke könnte die enorme Größe von Edin’s Hall erklären.

## Beschreibung
Der südlichste Stollen ist der größte. Er führt zu einer Kammer, in der Bühnlöcher von Arbeitsbühnen erhalten sind. Von dieser Kammer aus wurden Strecken nach Südwesten, Nordosten und Nordwesten vorgetrieben. Ein Schacht führt auf eine tiefere Sohle, auf der das Erz Richtung Nordosten abgebaut wurde. Spuren eines kupferhaltigen Ganges sind noch in der Firste und Sohle des Stollens sichtbar. Der zentrale Stollen ist etwa 100 m lang und zumindest saisonal überflutet. Der nördliche Stollen ist 40–50 m lang und macht 20 m vor dem Ende einen 20°-Knick. 